# 东盟南亚周刊
《东盟南亚周刊》是由《云南信息报》报社于2010年5月10日创办的介绍东盟、南亚的周刊。2014年，《东盟南亚周刊》更名为《东盟南亚·商旅周刊》。